# 전 남친입니다
〈전 남친입니다〉(元カレです 모토카레데스[*])는 AKB48의 59번째 싱글이다. 타이틀 곡의 센터 포지션은 혼다 히토미가 맡는다.

## 발매 배경
전작 〈근거 없는 Rumor〉로부터 약 8개월 만의 싱글이다. Type A에서 Type C까지의 각각 초도 한정반과 통상반, 및 극장판의 일곱 형태로 발매됐다.
2022년 2월 23일에 방송된 AKB48의 방송 프로그램 “AKB48, 최근에 들었어? ~함께 뭔가 해보지 않겠습니까?~”(AKB48、最近聞いた?〜一緒になんかやってみませんか?〜)](TV 도쿄)에서 선발 멤버가 발표됐다. 전작처럼 AKB48의 구성원 만으로 타이틀 곡의 선발 멤버가 구성되었다. 
혼다 히토미는 싱글 타이틀 곡에서 선터 포지션을 맡게 되면서 팀8 소속 구성원 중의 센터 포지션 경험자는 ‘Teacher Teacher’의 오구리 유이에 이어 두 번째이다. 
선발 멤버는 2009년 6월 24일에 발매된, 열두 번째 싱글 ‘눈물 서프라이즈!’(涙サプライズ!)로부터 12년 11개월(47개의 싱글) 만에 20명이다. 아사이 나나미, 오오모리 마호, 타구치 마나카가 첫 선발이다. 선발 복귀 구성원은 세 명이며, 후쿠오카 세이나가 ‘실연, 고마워’(失恋、ありがとう)로부터 2년 2개월(두 개의 싱글) 만, 사카구치 나기사가 ‘서스테이너블’(サステナブル)로부터 2년 8개월(세 개의 싱글) 만, 오다 에리나가 ‘소원을 썩혀갈 뿐’(願いごとの持ち腐れ)로부터 5년(11개의 싱글) 만에 선발됐다. 
이전 싱글의 선발 멤버 중에서 활동을 종료하고 있는 요코야마 유이(横山結衣), 요코야마 유이(横山由依), 쿠보 사토네, 니시카와 레이의 네 명 이외에는 모두 계속해서 선발로 들어갔다. 
같은 해 3월 28일에 TBS 계열에서 방송된 “CDTV 라이브!라이브! 봄의 4시간 스페셜”(COUNT DOWN TV CDTVライブ!ライブ!]]春の4時間スペシャル[*])에서 노래 제목의 공표와 함께 첫 공개됐다. 안무는 방탄소년단의 ‘Butter’의 안무 제작에도 관계된 GANMI가 담당했다. 
모든 형태에 공통으로 들어가는 커플링 곡으로는 오카다 나나의 솔로 곡 ‘부수지 않으면 안되는 것’(壊さなきゃいけないもの)가 있다.

## 선발 멤버
- 굵은 글씨는 첫 선발

전 남친입니다
(센터 : 혼다 히토미)
- AKB48팀 A:치바 에리이/무카이치 미온/후쿠오카 세이나/오카다 나나
- AKB48팀 K:무토 토무/타구치 마나카/야마우치 미즈키
- AKB48팀 B:카시와기 유키(최연장자)/아사이 나나미/오오모리 마호
- AKB48팀 4:무라야마 유이리/타니구치 메구
- AKB48팀 8:오오니시 모모카(팀K)/오카베 린(팀A)/오구리 유이(팀B)/쿠라노오 나루미(팀4)/시타오 미우(팀4)/혼다 히토미(팀A)/오다 에리나(팀K)/사카구치 나기사(팀B)

### 참조주
1. 1 2 3  “AKB48のシングルタイトルが「元カレです」に決定、「CDTV」でGANMIが手がけた“GANMIダンス”披露” [AKB48의 싱글 제목이 ‘전 남친입니다’로 결정, ‘CDTV’에서 GANMI가 맡은 “GANMI 안무”를 보이다]. 《音楽ナタリー》 (일본어) (ナターシャ). 2022년 3월 29일. 2022년 3월 29일에 확인함.
2. ↑  “AKB48 59thシングルタイトル決定!” [AKB48 59th 싱글 타이틀 결정!]. 《AKB48 KING RECORDS official website》 (일본어). 2022년 3월 28일. 2023년 4월 4일에 원본 문서에서 보존된 문서. 2022년 3월 29일에 확인함.
3. 1 2 3 4  “AKB本田仁美が初センター「私もいつか引っ張りたいと思っていた」5・18最新シングル” [AKB 혼다 히토미가 첫 센터 ‘저도 언젠가 이끌고 싶다고 생각했다’ 5 · 18 최신 싱글]. 《nikkansports.com》 (일본어) (日刊スポーツNEWS). 2022년 2월 23일. 2022년 3월 29일에 확인함.
4. ↑  福岡 聖菜 [seina_fuku48] (2022년 2월 23일). “59th Single選抜に選んでいただきました 「失恋ありがとう」ぶりの選抜。” [59th Single 선발로 선택됐습니다 '실연 고마워' 오랜만의 선발] (트윗) (일본어). 2022년 4월 21일에 확인함.
5. ↑  坂口渚沙 [s_snowgirl_n] (2022년 2월 23일). “さっきの放送で、選抜メンバーに選んでいただいたことが発表になりました!” [방금 전의 방송에서 선발 멤버로 선택되었다는 게 발표됐어요!] (트윗) (일본어). 2022년 4월 21일에 확인함.
6. ↑  小田えりな [odaeri_425] (2022년 2월 23일). “AKB48 59thシングルの選抜メンバーに選んでいただきました。” [AKB48 59th 싱글의 선발 멤버로 선택됐습니다.] (트윗) (일본어). 2022년 4월 21일에 확인함.
7. ↑  “AKB48岡田奈々が都会に舞い降りた堕天使に、ソロ曲「壊さなきゃいけないもの」MV公開” [AKB48 오카다 나나가 도시에 내려온 악마로, 솔로 곡 ‘부수지 않으면 안되는 것’]. 《音楽ナタリー》 (일본어) (ナターシャ). 2022년 5월 10일. 2022년 5월 19일에 확인함.